# Олга Рупцова
Олга Николајевна Рупцова (рус. Ольга Николаевна Рубцова; Москва, 20. август 1909 — Москва, 13. децембар 1994) је била совјетска шахисткиња и четврта женска светска шампионка у шаху.
Победила је на шаховским шампионатима Совјетског Савеза неколико пута, а била је друга на женском светском шампионату 1950, један поен иза Људмиле Руденко. Освојила је титулу светске шампионке 1956. заузевши прво место на турниру испред Руденко и Јелисавете Бикове, а изгубила је од Бикове у мечу 1958. године.
Рупцова је играла и дописни шах и постала први женски шампион у дописном шаху 1972. (била је друга на следећем шампионату, изгубивши једино од будуће шампионке Лоре Јаковљеве у тај-брејку, и пета на наредном). Она је једини шахиста, мушки или женски, који је постао светски шампион у обе врсте шаха.